# دانشگاه پلی‌تکنیک پرم
دانشگاه پلی‌تکنیک پرم (به لاتین: Perm National Research Polytechnic University) یک دانشگاه فنی در روسیه است که در پرم واقع شده‌است.